# Lepidosira inconstans
Lepidosira inconstans är en urinsektsart som först beskrevs av John Tenison Salmon 1938.  Lepidosira inconstans ingår i släktet Lepidosira och familjen brokhoppstjärtar. Inga underarter finns listade i Catalogue of Life.